# Yle Radio Suomi
Yle Radio Suomi est une station de radio finlandaise appartenant à Yleisradio. Yle Radio Suomi s'oriente vers la diffusion de sport et de musique mais elle diffuse également d'autres programmes comme de l'information et des programmes de contact. De plus, la station diffuse également des festivals musicaux. Enfin, des stations régionales produisent également des émissions pour Yle Radio Suomi.
La station de radio rassemblait, en février 2012, 38 % du public.